# Holdviola (együttes)
A Holdviola zenekar 2006 tavaszán alakult Miskolcon. Zenéjükben modern zenei formában, kicsit továbbgondolva elevenednek meg a gyönyörű magyar népdalok. Stílusuk: elektro-folk, de dalaikban fellelhetőek rock-, pop- vagy alternatív zenei elemek is. Letisztult dalaikat az teszi érdekessé, hogy bár nélkülöznek mindenféle autentikus zenei megoldást, a népdalok mégis megőrzik természetes hangulatukat. Előadásaik nem egyszerű popzenei koncertek, hanem a zene, a tánc, a színház és a film ötvözetei. Az előadásokon VJ keveri élőben a háttér-animációt, és a néptáncosok speciális koreográfiája, valamint színpadi díszletek és egyéb vizuális élmények gazdagítják a műsort.

## Történetük
A Holdviola megálmodója Farkas Péter volt, aki először egy virtuális zenekar összehozásán, és egy látványos színpadi előadás megvalósításán gondolkozott. Az első dalok kidolgozását 2005–ben kezdte el. 2005 nyarán egy miskolci jazzklubban hallotta először Barta Zsófit énekelni. Előadásmódja, színpadi megjelenése és kisugárzása azonnal elvarázsolta, és rögtön tudta, hogy a megálmodott virtuális zenekar ötletét elveti, helyette egy arcokkal rendelkező, valódi zenekart hoz létre. A dalok közben tovább íródtak. Az elkészült demót megmutatta Zsófinak és elmondta terveit, aki elsőre igent mondott, és 2006 tavaszán megkezdték a felvételeket.
Az elkövetkező két évben tovább dolgoztak, sorban születtek az újabb dalok. Ezzel szinkronban megkezdték a próbatermi munkát is. Az első koncertet 2008 nyarán a Borsodi Fonó Folkfesztiválon adták. A Diósgyőri várban történt sikeres bemutatkozás után újabb koncert következett a Múzeumok Éjszakája miskolci eseményén.
Ezt követően a zenekar megújult, Gál Lajos gitáros csatlakozott a zenekarhoz. Gál Lajos és Farkas Péter az 1990-es évek közepén jó pár esztendeig együtt zenéltek „Az eső” nevű zenekarban, amely meghatározója volt a miskolci underground életnek. A gitáros kiváló stílusérzékével, kreatív gitárjátékával nagyszerűen illeszkedett a Holdviola zenéjéhez. Immár együtt kezdtek bele egy nagyszabású színpadi műsor kialakításába. Hamarosan csatlakozott hozzájuk az országos hírű Szinvavölgyi Néptáncműhely. Maródi Attila és Kiss Anita munkájának köszönhetően gyönyörű koreográfiák születtek, és elkezdődött a látványtechnikai elemek kidolgozása is. A produkcióhoz állandó technikai stáb csatlakozott.
2009 tavaszán elkezdődtek az első Holdviola nagylemez felvételei. A korongról kimásolt négy dalt tartalmazó maxi 2009. július 27-én látott napvilágot Bánat utca címmel, a WM Records gondozásában. A címadó dal néhány hét alatt a Mahasz hivatalos kislemez listájának első helyére kúszott fel.
A Török Állami Televízió felkérésére a Tavaszi szél című dalhoz készített videóklipjüket 2015. március 15-én mutatták be Törökországban.
A zenekar egy 2020. szeptember 4. napi közlemény alapján megszűnt. 

## Tagok

### Farkas Péter
(a Holdviola megálmodója, dalszerzője, dobosa, mindenese)
1969 őszén született Miskolcon, értelmiségi családban. Már korán, négyévesen felfedezte édesanyja a gyermek zenei érdeklődését, így az óvoda mellett külön zeneórákat vett. Ezután a miskolci Fazekas Zenei Általános iskolába került, ahol hét évig hegedülni tanult. Közben zongorázott is, és az iskola furulyacsoportjának szólistája volt. Tagja volt a Reményi János vezette iskolai kórusnak is. 13 évesen írta első, kezdetleges szerzeményeit. 14 évesen kezdett dobolni. A gimnáziumi évek alatt megalakította első zenekarát, amely a mai napig működik, és országos sikereket mondhat magáénak.
A gimnázium után a Bartók Béla Konzervatórium ütő tanszakán tanult. Ezek az évek meghatározóak voltak életében. Sokat tanult kiváló tanárától, Angyal Zsuzsától, aki bevezette őt a zene rejtelmeibe, bölcs rálátásával elsősorban szellemi megközelítésből mutatott rá a zene végtelen örömére.
2005-ben hosszú, kalandos zenei utazásokat követően figyelme a „gyökerek” felé irányult. Ekkor fogalmazódott meg benne, hogy olyan zenébe kezd, ami magyar népdalokat ültet abszolút mai, modern, elektronikus környezetbe. Ekkor még csak egy virtuális zenekar gondolata fogalmazódott meg. Egy év múlva, 2006 tavaszán mutatta meg az első pár dalt Barta Zsófinak, így vette kezdetét a Holdviola története…
„A népdal nem más, mint az egyszerű ember őszinte gondolata, ami végtelen bölcsességet rejt magában. Óceán mélyébe látó tükör, amiben mindenki felismerheti élete egy-egy pillanatát. Milliók éneklik, és mégis csak neked szól. A Holdviola semmi mást nem csinál, csak segít felszínre hozni ezt a napjainkban már nagyon mélyre süllyedt kódot, ami minden ember szívében lakozik.”

### Gál Lajos
(gitár és társai)
1969 májusában született Miskolcon. Zenei tehetségét szüleitől örökölte. Zenei tanulmányait 6 éves korában kezdte, amikor beválogatták egy speciális zenei tagozatos osztályba. A szolfézs alapképzést követően az általa áhított dobtanulás helyett hegedűoktatásban kellett részt vennie, amit hamarosan abbahagyott. Ekkoriban már rendszeresen zavarta a tanórákat a padon és egyéb felületeken elkövetett ritmuskeltésével. Ellenőrzőkönyvébe osztályfőnöke egy ízben ezt írta: „Gyermekük órán dobol!”.
Az, hogy mégsem dobos lett, annak köszönhető, hogy hetedik osztályos korában osztálytársaival zenekart alapított, melyben rá a gitáros szerepkör jutott – sorsolás útján. Első hangszerét a saját és az öccsétől elkunyerált húsvéti locsolópénzből vásárolta. Rövidesen elkezdte a gitártanulást, immár magánúton. Hamarosan ő lett a zeneiskola növendékeiből álló gitárzenekar egyik szólistája. 15 évesen már dalokat írt, barátaival zenekart alapított, és számos zenei stílust kipróbált. 1988-ban „A Kabinet RT”-vel a Ki mit tud? tehetségkutató televíziós elődöntőjéig jutottak.
A nyolcvanas évek végén figyelme egyre inkább a brit post-punk zenekarok felé fordult, nagy hatással volt rá a Smiths, a Police, a Cure és a U2 zenéje. Folyamatosan kereste a hasonló érdeklődésű zenészeket, akikkel együtt megalakították a 90-es évek miskolci underground zenei életének egyik meghatározó zenekarát „Az eső”-t. Emellett rövid ideig a PG Csoport tagja is volt, részt vett a PG Félélet című albumának készítésében.
1995-ben tanári diplomát szerzett, de a tanári pálya helyett saját hangstúdiót indított. A Park stúdió később jól csengő név lett a miskolci zenészek között. A kilencvenes évek végétől kezdődően a zenélést egy időre felváltotta a rádiózás. Kezdetben műsorvezetőként dolgozott, majd saját rádióállomások indításába kezdett. A rádiók üzemeltetésével kapcsolatos feladatok néhány évre elvették az idejét az aktív zenéléstől.
2008 nyarán csatlakozott a Holdviolához. A kapott demó CD meghallgatása felejthetetlen élmény volt, melyről így mesélt: „Ahogy megszólalt az első dal, rögtön elindult a libabőr. Aztán jött a második és a harmadik, és a borzongás folytatódott. Ritkán van rám zene ilyen hatással. Peti zenei ötletei nagyon tetszettek és Zsófi hangja egyszerűen lenyűgözött. Csodálatos népdalaink feldolgozása ebben a zenei környezetben teljesen rabul ejtett. Nem sokat gondolkodtam a felkérésen, azonnal igent mondtam.”

### Török Tilla
(ének, hegedű)
Délvidéki, adai származású, gyerekkorától kezdve fontos szerepet játszik életében a népzene, a népdalok. Vácott a Pikéthy Tibor Zeneművészeti Szakközépiskolába, illetve Békéscsabán a Bartók Béla Zeneművészeti Szakközépiskolába járt. A Liszt Ferenc Zeneművészeti Egyetem Népzenei tanszékén szerzett mesterdiplomát. Már a Zeneakadémiai időkben megalapította a „Török Tilla és zenekara” együttest, amely az autentikus magyar népzenét, valamint a szomszéd népek népzenéjét képviselte. A zenekar sikerességét mutatja, hogy több országos népzenei versenyen lettek díjazottak, de Tilla egyéni indulóként középiskolás kora óta is számos népzenei versenyen lett díjazott.
Népzenei gyűjtéseken, kutatásokon vett részt határon túli, magyarlakta vidékeken. Hazai és nemzetközi népzenei rendezvények és táborok visszatérő és aktív résztvevője. 2012-ben Junior Prima díjat kapott magyar népművészet és közművelődés kategóriában.

A hegedű mellett más hangszereken is játszik: koboz, tilinkó, szaz.
2013–ban csatlakozott a Holdviola együtteshez. Énekesi tehetsége mellett hegedűjátékával is új színt hozott a zenekarba.

## Korábbi tagok

### Barta Zsófi
1987 nyarán született Miskolcon. Már gyermekkorában is sokat énekelt. Ötévesen Barbra Streisand, Tina Turner és Halász Judit volt a példaképe. Édesanyja elmondása szerint nagymamájától örökölte hangját, aki leány korában színésznői pályára szeretett volna menni. Édesapja szintén művelte gyermekkorában a zenét, hegedűn tanult. Legelső komoly szárnypróbálgatásait Miskolcon tette meg különböző klubokban, éttermekben bátyjával, aki elismert gitáros a zenei világban. Az életének ezt a szakaszát a jazz világa varázsolta el.
A magyar népdalok feldolgozása először 2006-ban vetődött fel, ekkor csatlakozott a Holdviola zenekarhoz. 2013-ban kilépett az együttesből, a távozásról Farkas Péter a következőt mondta: „Nincs különös oka az énekesváltásnak. Zsófi egyszerűen úgy döntött, hogy más dolgokra kíván fókuszálni. Szeretne háttérbe vonulni.”

## Diszkográfia
- Madárka (2009)[4]
- Vándorfecske (2010)
- Vándorfecske (2011) - CD és DVD
- E kertemben (2013) - digitális kislemez
- Túl a vízen (2015)

## Díjaik, elismeréseik
- Fonogram – Magyar Zenei Díj
- Az év hazai felfedezettje (2011)
- Az év hazai világzenei albuma – jelölés – Madárka (2011)
- Az év hazai világzenei albuma – jelölés – Vándorfecske (2012)
- Az év hazai világzenei albuma – jelölés – Vándorfecske koncert (2013)
- Borsod-Abaúj-Zemplén megyei Prima-díj (2018)
- Nívódíj Miskolc (2020)[5]